# Fiscalia de la Comunitat Valenciana
La Fiscalia de la Comunitat Valenciana, també coneguda com a Fiscalia Superior de la Comunitat Valenciana, és l'òrgan judicial que exerceix la representació del Ministeri Fiscal al País Valencià. És el màxim òrgan del Ministeri Fiscal en la comunitat autònoma, amb seu a València.
La Fiscalia de la Comunitat Valenciana va ser creada pel Reial decret 1754/2007, de 28 de desembre (BOE de 31 de desembre de 2007), sent el seu antecedent més directe la Fiscalia del Tribunal Superior de Justícia de la Comunitat Valenciana, que era dirigida pel fiscal en cap de la comunitat.
La Fiscalia de la Comunitat Valenciana és dirigida per la fiscal superior del País Valencià, qui assumeix la representació i prefectura del Ministeri Fiscal en tot el territori de la comunitat autònoma, sense perjudici de les competències que corresponen al Fiscal General de l'Estat. En l'actualitat ocupa el càrrec, des de 2019, Teresa Gisbert Jordà.
La Fiscalia Superior de la Comunitat Valenciana, màxim òrgan del Ministeri Fiscal en la comunitat autònoma, té la seua seu en el Palau de Justícia de València.